# Anisimowo (Kraj Ałtajski)
Anisimowo (ros. Анисимово) – wieś (sieło) w Rosji, w Kraju Ałtajskim, w rejonie talmieńskim. W 2021 liczyła 1187 mieszkańców.